# Sachsen-Altenburg

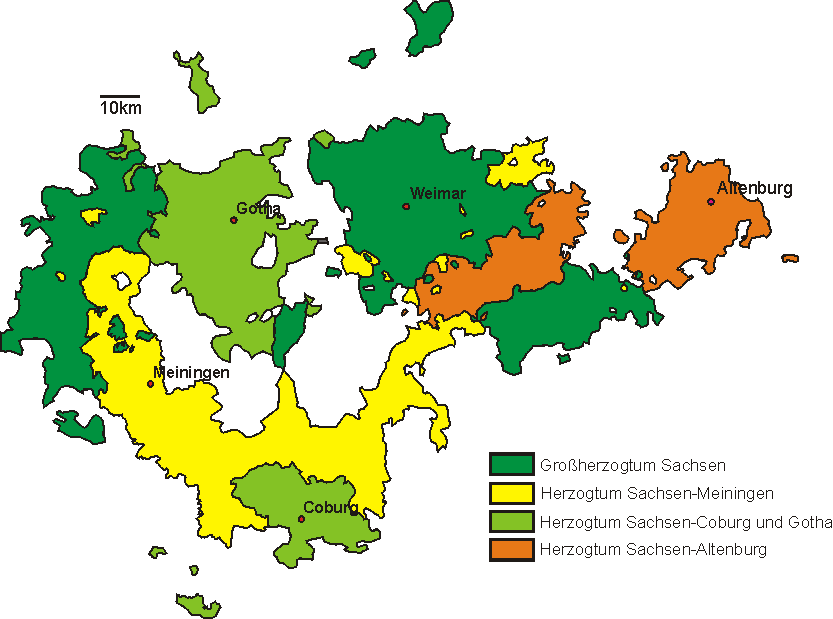
Ernestinska hertigdömena år 1825 med Sachsen-Altenburg i orange färg.

Sachsen-Altenburg var en mikrostat och ett ernestinskt hertigdöme i det tyska riket under perioderna 1603–1672 och 1826–1918. Området ligger numera i de tyska förbundsländerna Thüringen och Sachsen. Det gränsade under den senare perioden till Preussen, Sachsen, Sachsen-Weimar-Eisenach, Sachsen-Meiningen, Schwarzburg-Rudolstadt och Reuss-Gera.

## Geografiska förhållanden
Hertigdömet Sachsen-Altenburg bestod 1826–1918 av två från varandra skilda områden, Ostkreis med städerna Altenburg, Schmölln, Gößnitz, Lucka och Meuselwitz med exklaverna Mumsdorf, Roschütz, Hilbersdorf, Neukirchen och Rußdorf och Westkreis med städerna Eisenberg, Kahla, Orlamünde och Roda och exklaven Ammelstädt. Ostkreis utgjorde ungefär samma område som dagens Landkreis Altenburger Land i fristaten Thüringen, men dessutom området runt Ronneburg som idag ligger i Landkreis Greiz. Westkreis ligger idag till stor del i Saale-Holzland-Kreis och till mindre delar även i angränsande Landkreise.
Den östra delen av hertigdömet var svagt kuperad, med fruktbar jordmån. De yttersta förgreningarna av Erzgebirge uppfyllde denna del och Thüringer Walds förgreningar den västra delen. Den sistnämnda var mera bergig och jordmånen mager. De viktigaste floderna var Saale, Roda, Orla, Pleisse, Sprotte och Wyhra. Järnvägarnas längd uppgick till 198 km. Huvudnäringar var jordbruk och skogshantering. Invånarantalet uppgick 1910 till 216 128 personer (163 inv./km2), av vilka de flesta var evangeliska kristna, 7 246 katoliker, 481 andra kristna och 194 judar. 
Landets universitet är det för den ernestinska linjens besittningar gemensamma i Jena.

## Administration och förvaltning
I administrativt hänseende indelades Sachsen-Altenburg i en stadskrets (Altenburg) och 3 förvaltningskretsar (Landratsämter). Statsförfattningen var konstitutionell enligt grundlagen från den 29 april 1831, vilken senare dock undergick flera förändringar. Sachsen-Altenburg styrdes av en ärftlig regent, som bar titeln hertig. Enligt lagen av 31 maj 1870 utgöres representationen (lantdag) av 32 ombud, vilka valdes direkt och bilda en kammare. Röstberättigade var män över 25 år som betalade direkt skatt till staten och minst 6 månader varit bosatta i sin valkrets. Valperioden var tre år, och lantdagen skulle under denna tid vara samlad minst en gång. Högsta vederbörande i statsförvaltningen var en ministär, delad i fyra avdelningar: ministeriet för hertigliga huset, utrikes- och kult-ärenden, inrikes-, justitie- och finansministeriet.
Rättskipningen handhades av Oberlandesgericht i Jena, en Landgericht och 7 Amtsgerichte.
Budgeten för 1914–1916 upptog inkomster och utgifter till 5 695 048 mark årligen; statens förmögenhet uppgick i juli 1914 till 4 772 757 mark mot 887 450 marks skuld.
Hertigdömet, som 18 augusti 1866 inträdde i Nordtyska förbundet, hade en röst i förbundsrådet och Altenburg var huvudstad. 1876 upprättades i Ostkreis de båda förvaltningsdistrikten Altenburg och Schmölln och i Westkreis upprättades då förvaltningsdistriktet Roda. 1881 upplöstes förvaltningsdistriktet Schmölln och området blev en del av förvaltningsdistriktet Altenburg. År 1900 överfördes förvaltningsdistriktet Roda till Landsratsamt Roda. Samtidigt delades Ostkreis in i den kretsfria staden Altenburg, Landratsamt Altenburg och Landratsamt Ronneburg. 1910 omfattade hertigdömet 438 Gemeinden. Endast Altenburg hade fler än 20 000 invånare.

## Historia

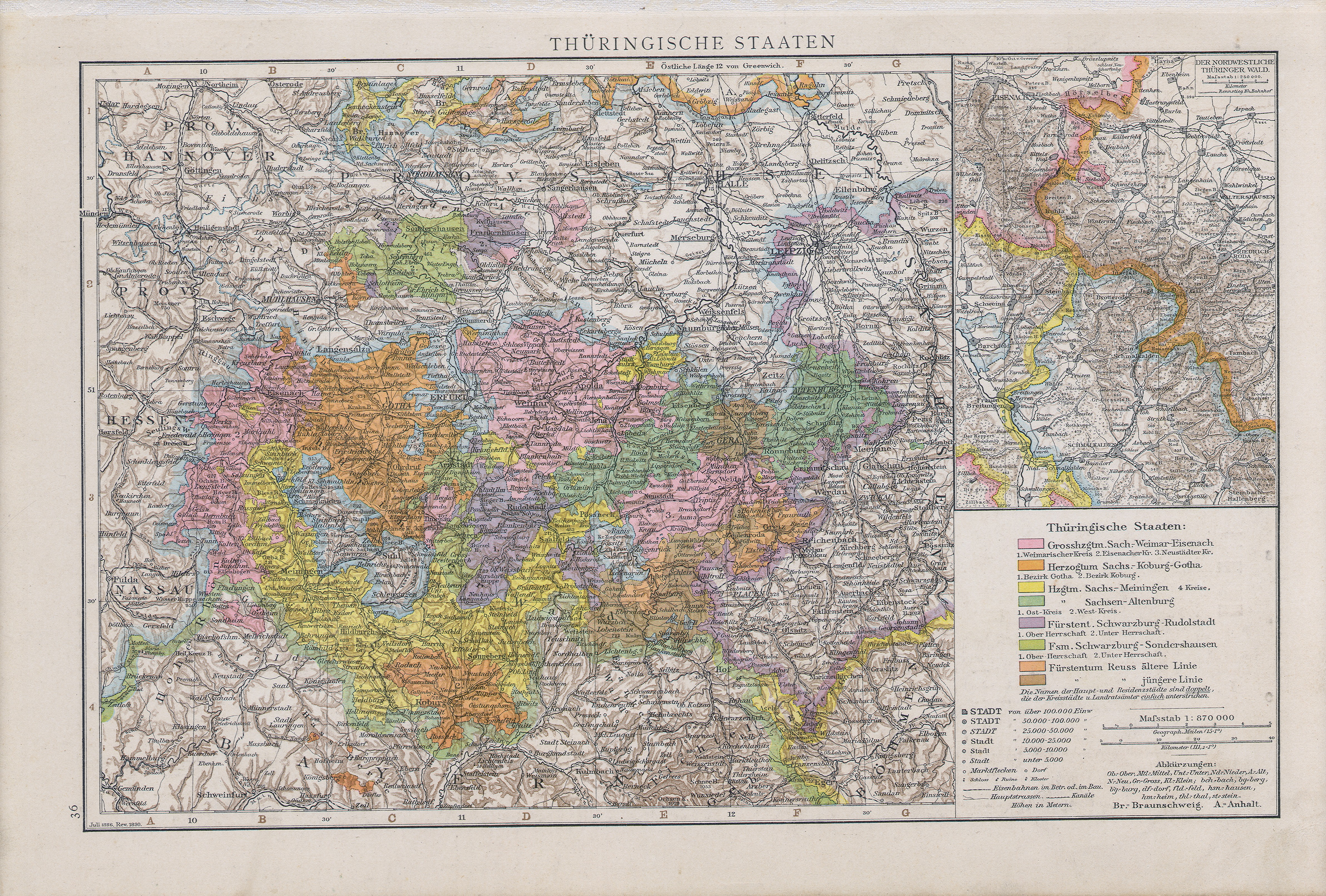
De thüringska staterna 1890 med Sachsen-Altenburg i mörkgrönt.

### 1603-1672
Området som senare kom att utgöra hertigdömet Sachsen-Altenburg hade varit i huset Wettins händer sedan 1329. I augusti 1485 slöt kurfurst Ernst av Sachsen och hans bror, hertig Albrekt III av Sachsen, ett fördrag i Leipzig. De delade mellan sig upp de territorier som de hade regerat tillsammans sedan 1464, då deras far Fredrik den saktmodige hade avlidit. I november 1572 uppstod, genom ytterligare en delning, de båda hertigdömena Sachsen-Coburg-Eisenach (till Johan Kasimir av Sachsen-Coburg-Eisenach och hans bror Johan Ernst av Sachsen-Coburg-Eisenach) och Sachsen-Weimar (till Johan Vilhelm av Sachsen). Några månader senare, i mars 1573, avled Johan Vilhelm och hans son, Fredrik Vilhelm I av Sachsen-Weimar, tog över regentskapet i Sachsen-Weimar. Efter hans bortgång i början av juli 1602 tog i sin tur hans yngre bror, Johan III av Sachsen-Weimar, över. Året därpå, 1603, kom så den delning som skapade hertigdömet Sachsen-Altenburg. Johan III:s fyra brorsöner Johan Filip, Fredrik, Johan Vilhelm och Fredrik Vilhelm II tilldelades Sachsen-Altenburg, fast under förmyndarskap. Hertig Fredrik Vilhelm II utökade territoriet 1640 och 1660. Hans son, Fredrik Vilhelm III, avled i april 1672, endast 14 år gammal, och i och med det utslocknade linjen och hertigdömet Sachsen-Altenburg delades i maj upp mellan Sachsen-Gotha och Sachsen-Weimar.

### 1826-1918
Efter att linjen Sachsen-Gotha-Altenburg i februari 1825 hade utslocknat tillföll hela Sachsen-Hildburghausen och Saalfeld-delen av Sachsen-Coburg-Saalfeld Sachsen-Meiningen. Hertig Fredrik III av Sachsen-Hildburghausen fick därför i gengäld Sachsen-Altenburg som självständigt hertigdöme i november 1826, efter förhandlingar genom Sachsens kung Fredrik August I. År 1848 utbröt oroligheter i hertigdömet och i oktober kom sachsiska, hannoveriska och preussiska trupper till den konservative och reformovillige hertig Josefs beskydd. Han tvingades dock ändå slutligen bort från tronen den 30 november, två dagar efter att han hade blivit änkling. Istället tog hans yngre bror Georg över.
Redan 1826 var Sachsen-Altenburg en av medlemsstaterna i tyska förbundet. Man fick en författning 1831 och gick, som suverän förbundsstat, 1833/1834 in i tyska tullföreningen. I augusti 1866 blev det en av medlemsstaterna i nordtyska förbundet, efter att ha stått på Preussens sida i dess krig mot Österrike, och 1871 inträdde det i det tyska riket. Den 12 november 1918 abdikerade Sachsen-Altenburgs siste monark, Ernst II, och lämnade över till en koalitionsregering. I hertigdömets ställe bildades fristaten Sachsen-Altenburg.

## Invånarantal[29]
- 1871: 142 122 invånare
- 1875: 145 844 invånare
- 1880: 155 036 invånare
- 1905: 206 508 invånare

## Största städer
- Altenburg – 37 000 invånare (1900)[30]
- Schmölln – 11 345 invånare (1910)[31]
- Eisenberg – 9 956 invånare (1905)[32]
- Meuselwitz – 7 770 invånare (1905)[33]
- Ronneburg – 6 631 invånare (1910)[34]
- Kahla – 6 274 invånare (1905)[35]
- Gößnitz – 5 790 invånare (1900)[36]

## Hertigar
Sachsen-Altenburg 1603–1672 (äldre linjen)
- 1603–1618: Fredrik Vilhelm I:s fyra söner Johan Filip (1597–1639), Fredrik (1599–1625), Johan Vilhelm (1600–1632) och Fredrik Vilhelm II (1603–1669) under förmyndarskap av hertig Johan III av Sachsen-Weimar, kurfurst Kristian II av Sachsen och kurfurst Johan Georg I av Sachsen.
- 1618–1639: Johan Filip (1597–1639)
- 1639–1669: Fredrik Vilhelm II (1603–1669)
- 1669–1672: Fredrik Vilhelm III (1657–1672) under förmyndarskap av kurfurst Johan Georg II av Sachsen och hertig Moritz av Sachsen-Zeitz.

Sachsen-Gotha-Altenburg 1672–1826
- se Sachsen-Gotha-Altenburg

Sachsen-Altenburg 1826–1918 (yngre linjen)
- 1826–1834: Fredrik (1763–1834)
- 1834–1848: Josef (1789–1868)
- 1848–1853: Georg (1796–1853)
- 1853–1908: Ernst I (1826–1908)
- 1908–1918: Ernst II (1871–1955)

## Statsministrar 1826–1918[37]
- 1826–1830: Friedrich Karl Adolf von Trützschler (1751–1831)
- 1830–1848: Johann Heinrich Ernst Edler von Braun (1788–1863)
- 1848: Gustav Adolf Edler von der Planitz (1802–1869)
- 1848: Karl Louis Graf von Beust (1811–1888)
- 1848–1849: Hans Conon von der Gabelentz (1807–1874)
- 1849–1853: Karl Louis Graf von Beust (1811–1888)
- 1853–1867: Alfred von Larisch (1819–1897)
- 1867–1879: Friedrich Leopold Wolf Ludwig Wendelin von Gerstenbergk, Edler von Zech (1826–1899)
- 1880–1891: Hugo von Leipziger (1823–1896)
- 1891–1904: Georg von Helldorf (1834–1907)
- 1904–1912: Friedrich Arthur von Borries (1853–1923)
- 1912–1915: Robert von Scheller-Steinwartz (1865–1921)
- 1915–1918: Waldemar von Wussow (1865–1938)